# 龍頭山神社
龍頭山神社（りゅうとうさんじんじゃ）は、李氏朝鮮（江戸時代）から日本統治時代にかけて朝鮮慶尚南道釜山府（現・大韓民国釜山広域市）にあった神社である。社格は国幣小社。
祭神は天照大神・国魂大神・大物主神（金毘羅神）・住吉三神（表筒男命・中筒男命・底筒男命）であった。

## 歴史
朝鮮との外交窓口であった対馬藩は、釜山に「倭館」と呼ばれる日本人居留地を置いていた。倭館は1679年（延宝7年）に龍頭山に移転したが、そこに創建されたのが龍頭山神社である。通商船の安全を祈願して、航海の神である金毘羅神が奉斎された。
韓国併合後の1915年（大正6年）7月10日に日本の法律に基づく正式な神社となり、1936年（昭和11年）8月1日、京畿道京城府の京城神社とともに国幣小社に列格した。
1945年の日本の第二次世界大戦敗戦の後に破壊された。跡地を含む龍頭山一帯は、龍頭山公園となっている。